# Henry G. Davis
Henry Gassaway Davis, född 16 november 1823 nära Woodstock, Maryland, död 11 mars 1916 i Washington, D.C., var en amerikansk demokratisk politiker och affärsman. Han representerade delstaten West Virginia i USA:s senat 1871-1883. Han var Alton B. Parkers vicepresidentkandidat i presidentvalet i USA 1904.
Davis gjorde en stor förmögenhet inom bankbranschen och speciellt inom gruvindustrin. Han återvände till affärslivet efter två mandatperioder som senator. Företaget Davis Coal and Coke Company växte till en av de största i världen inom kolindustrin.
80 år gammal nominerades han till demokraternas vicepresidentkandidat i presidentvalet 1904. Han är den äldsta av de två stora partiernas vicepresidentkandidater någonsin. Alton B. Parker och Henry G. Davis förlorade stort mot republikanerna Theodore Roosevelt och Charles W. Fairbanks.
Davis & Elkins College grundades 1904 i Elkins, West Virginia. Davis donerade markområdet till högskolan som fick sitt namn efter honom och svärsonen, senator Stephen Benton Elkins.
Davis grav finns på Maplewood Cemetery i Elkins. Hans bror Thomas Beall Davis representerade West Virginias andra distrikt i USA:s representanthus 1905-1907 och dottersonen Davis Elkins var senator för West Virginia 1911 samt 1919-1925.